# Вілбер-Парк (Міссурі)
Вілбер-Парк (англ. Wilbur Park) — селище (англ. village) в США, в окрузі Сент-Луїс штату Міссурі. Населення — 439 осіб (2020).

## Географія
Вілбер-Парк розташований за координатами 38°33′12″ пн. ш. 90°18′31″ зх. д. / 38.55333° пн. ш. 90.30861° зх. д. (38.553263, -90.308508).  За даними Бюро перепису населення США в 2010 році селище мало площу 0,17 км², уся площа — суходіл.

## Демографія
Згідно з переписом 2010 року, у селищі мешкала 471 особа в 203 домогосподарствах у складі 132 родин. Густота населення становила 2854 особи/км².  Було 212 помешкання (1285/км²).
Расовий склад населення:
| - 96,2 % — білих - 1,9 % — азіатів - 0,2 % — чорних або афроамериканців |

До двох чи більше рас належало 1,7 %. Частка іспаномовних становила 0,4 % від усіх жителів.
За віковим діапазоном населення розподілялося таким чином: 16,6 % — особи молодші 18 років, 68,3 % — особи у віці 18—64 років, 15,1 % — особи у віці 65 років та старші. Медіана віку мешканця становила 39,2 року. На 100 осіб жіночої статі у селищі припадало 87,6 чоловіків;  на 100 жінок у віці від 18 років та старших — 88,0 чоловіків також старших 18 років.
Середній дохід на одне домашнє господарство  становив 70 040 доларів США (медіана — 64 643), а середній дохід на одну сім'ю — 79 082 долари (медіана — 79 318). Медіана доходів становила 50 526 доларів для чоловіків та 41 719 доларів для жінок. За межею бідності перебувало 6,9 % осіб, у тому числі 17,9 % дітей у віці до 18 років та 4,2 % осіб у віці 65 років та старших.
Цивільне працевлаштоване населення становило 317 осіб. Основні галузі зайнятості: освіта, охорона здоров'я та соціальна допомога — 18,6 %, науковці, спеціалісти, менеджери — 16,4 %, роздрібна торгівля — 10,7 %, мистецтво, розваги та відпочинок — 8,8 %.